# Gymnopilus satur
Gymnopilus satur là một loài nấm thuộc họ Cortinariaceae.